# Jason Koumas
Jason Koumas (* 25. September 1979 in Wrexham, Wales) ist ein ehemaliger walisischer Fußballprofi.
Während seiner aktiven Laufbahn spielte er unter anderem in der Premier League. Für die walisische Nationalmannschaft absolvierte er 34 Partien, in denen ihm zehn Tore gelangen.

## Vereinskarriere
Der Sohn eines Zyperngriechen und einer Engländerin begann seine Karriere 1998 bei seinem Jugendklub Tranmere Rovers. Nach vier Jahren in Tranmere wechselte er zum damaligen Premier-League-Aufsteiger West Bromwich Albion. 2004 unterschrieb er in West Bromwich einen neuen Vertrag, allerdings verlor er unter dem neuen Trainer Bryan Robson seinen Stammplatz und wechselte daher nach einem weiteren Jahr leihweise in die walisische Heimat zu Cardiff City. 2006 kehrte er zu West Bromwich Albion zurück, nachdem ein Kauf von Koumas gescheitert war. Im Sommer 2007 wechselte er zu Wigan Athletic, 2010 erneut leihweise zu Cardiff City. Ab dem Sommer des Jahres 2011 war Jason Koumas vereinslos, ehe er sich 2013 seinem Jugendklub Tranmere Rovers anschloss. Nach zwei Jahren beendete er seine aktive Laufbahn.

## Nationalmannschaftskarriere
Koumas bestritt 34 Länderspiele für Wales und schoss 10 Tore. Ein großes Turnier blieb ihm allerdings verwehrt. 2003 scheiterte er in den Relegationsspielen der Qualifikation zur Fußball-Europameisterschaft 2004 in Portugal an Russland. Nachdem er mit Wales im Hinspiel in Moskau Russland ein 0:0 abtrotzte, verlor Koumas mit Wales in Cardiff mit 0:1. Im September 2009 trat er aus der Nationalmannschaft zurück.